# Dan Tudin
Daniel Richard Tudin (Orléans, 3 agosto 1978) è un allenatore di hockey su ghiaccio, dirigente sportivo ed ex hockeista su ghiaccio canadese naturalizzato italiano, di ruolo attaccante.

## Carriera

### Giocatore

#### Club
Senza essere stato scelto al Draft NHL, Tudin giocò per quattro stagioni con gli Ottawa 67's, appartenenti alla OHL, con i quali nel 1999 si aggiudicò la Memorial Cup.
Dal 1999 al 2003 militò nella formazione della Dalhousie University, appartenente fino al 2001 alla CIAU e successivamente alla CIS.
Per la stagione 2003-2004 si trasferì in ECHL presso i Columbus Cottonmouths, totalizzando 46 punti in 66 partite giocate. Nella stagione successiva firmò con i Las Vegas Wranglers e qui vi rimase fino al 2006 con una breve apparizione con la maglia degli Omaha Ak-Sar-Ben Knights in AHL.
Nell'estate del 2006 Tudin giunse in Italia ingaggiato dal Ritten Sport, squadra della Serie A. Tra il 2009 e il 2010 ottenne i primi successi con la maglia degli altoatesini con la conquista di due Supercoppe italiane e della Coppa Italia. Nel 2013 si accordò per l'ottava annata in Italia, stagione culminata con la vittoria della Coppa Italia e della Elite.A.
Con gli altoatesini vinse poi nuovamente il titolo italiano nel 2015-2016, 2016-2017, 2017-2018 e 2018-2019, oltre alla Alps Hockey League 2016-2017.
Nel maggio del 2017 venne confermato per la stagione successiva, la dodicesima con la squadra dell'altipiano.
Venne poi ancora confermato finché, nel marzo del 2021, dopo l'ultima partita della stagione, annunciò il ritiro.

#### Nazionale
Nel 2012 Daniel Tudin fu convocato in Nazionale grazie all'acquisizione del passaporto italiano per matrimonio. Nella primavera dello stesso anno partecipò al campionato mondiale giocato in Finlandia e Svezia. Nel 2014 prese parte al campionato mondiale disputatosi in Bielorussia. Nel 2016 partecipò al mondiale di Prima Divisione disputotosi in Polonia, in cui l'Italia riuscì a guadagnarsi la promozione in Top Division.

### Dirigente
Fin dalla notizia del ritiro la società e il giocatore avevano discusso un ruolo dirigenziale. La cosa si concretizzò poche settimane dopo: il 2 maggio 2021 il Renon rese noto che Tudin sarebbe divenuto responsabile del settore giovanile rossoblu.
Quando nella primavera del 2023 Adolf Insam decise di non rinnovare il proprio contratto come direttore sportivo della squadra altoatesina, Tudin gli subentrò, pur mantenendo il ruolo di responsabile del settore giovanile, affiancato da Alexander Eisath come assistente.

## Palmarès

### Club
- Campionato italiano: 5

Renon: 2013-2014, 2015-2016, 2016-2017, 2017-2018, 2018-2019
- Coppa Italia: 3

Renon: 2009-2010, 2013-2014, 2014-2015
- Supercoppa italiana: 5

Renon: 2009, 2010, 2017, 2018, 2019
- Alps Hockey League: 1

Renon: 2016-2017

### Giovanili
- Memorial Cup: 1

Ottawa 67's: 1999

### Individuale
- AUS First All-Star Team: 1

2001-2002
- AUS Most Sportsmanlike Player (Don Wells Trophy): 1

2001-2002
- AUS Outstanding Student-Athlete (Godfrey Award): 1

2002-2003